# Riederwaldtunnel
Der Riederwaldtunnel ist ein im Bau befindlicher Teil der geplanten Autobahnverbindung im Osten von Frankfurt am Main zwischen den Bundesautobahnen 66 und 661 unterhalb des Bornheimer Hangs.
Die Verbindung des Tunnels mit der A 661 im Westen wird das 2021 weitgehend fertiggestellte Autobahndreieck Erlenbruch bilden. Im Osten wird der Riederwaldtunnel mit dem östlichen Teil der A 66, an der Ausfahrt Borsigallee am Hessen-Center verbunden werden. Die Autobahn wird dann auf einer Länge von 1100 m im Norden des Frankfurter Stadtteils Riederwald durch einen Tunnel geführt werden.
Die Verbindung soll den Stadtverkehr in Frankfurt am Main und die Autobahnen südlich von Frankfurt entlasten. 2005 wurde für das Jahr 2015 ein Verkehrsaufkommen von täglich 86.000 Kraftfahrzeugen prognostiziert. Dazu wurden weitere 13.500 Kraftfahrzeuge auf der oberirdisch verlaufenden Straße Am Erlenbruch erwartet. Kritiker hielten diese Prognosen damals für zu niedrig.

## Aktueller Status
Der Planfeststellungsbeschluss wurde mehrfach beklagt. Der Riederwaldtunnel ist in kleinen Schritten, die nicht von den Klagen betroffen sind, im Bau. Nach dem Planungsstand des Jahres 2021 wird die A 66 ab 2031 mit der A 661 verbunden sein können.

## Geschichte
Die Lücke in der Bundesautobahn 66 sollte schon lange geschlossen worden sein. Anfang der 1960er-Jahre wurden Baupläne diskutiert; die Bauarbeiten sollten 1974 beginnen. Mit dem Hinweis auf Kosten, Lärmbelästigung und Umweltschäden konnten Kritiker den Bau aber verhindern. Das Planfeststellungsverfahren für den nun geplanten Riederwaldtunnel wurde am 20. April 1989 eröffnet. Nach Einwänden von Kritikern musste die Planung erheblich geändert werden. Insbesondere wurden längere Tunnel zur Einhaltung der 23. Bundesimmissionsschutzverordnung notwendig. Bundesverkehrsminister Reinhard Klimmt stimmte dieser Änderung 2000 zu. Das erste Planfeststellungsverfahren wurde daraufhin am 5. November 2001 abgebrochen und durch Auslage der neuen Pläne bis zum 7. Dezember 2001 eingeleitet. Es folgte vom 27. bis 31. März 2003 der Erörterungstermin im Stadtteil Riederwald. Erneut gab es reichlich Kritik, so dass ein Planänderungsverfahren notwendig wurde. Dieses enthielt eine Umplanung der Anschlussstelle Borsigallee, zusätzlichen Lärmschutz westlich des Autobahndreiecks Erlenbruch, eine Aktualisierung der Verkehrsuntersuchung sowie der schalltechnischen und lufthygienischen Untersuchung, die Grundwasserhaltung während der Bauzeit, die Grundwasserdükerung mit Flächenfiltern sowie eine Änderung und Ergänzung der landschaftspflegerischen Begleitplanung. Die Pläne hierzu lagen vom 7. Februar bis 7. März 2005 aus. Nach einem weiteren Erörterungstermin im November 2005 wurde der Planfeststellungsbeschluss am 6. Februar 2007 nach über 35 Jahren Planungszeit unterschrieben. Am 23. September 2009 wurde in Anwesenheit des Bundesverkehrsministers der symbolische erste Spatenstich ausgeführt, obwohl bekannt war, dass der eigentliche Bau erst 2011 beginnen würde. Seit 2015 ist der Riederwaldtunnel im Bau. 

## Planfeststellung
Der Planfeststellungsbeschluss wurde am 6. Februar 2007 vom Hessischen Verkehrsminister Alois Rhiel (CDU) unterzeichnet. Gegen den Planfeststellungsbeschluss klagten einige Privatpersonen, der Bund für Umwelt und Naturschutz Deutschland, der Volks-, Bau- und Sparverein (VBS) und das Rechtsamt der Stadt Frankfurt am Main beim Hessischen Verwaltungsgerichtshof in Kassel. Überwiegend ging es um mangelnden Lärmschutz und nicht um das Projekt als solches. Der Baubeginn der Tunnelabschnitte verschob sich um etwa acht Jahre auf das Jahr 2015. Bei einer geplanten Bauzeit von fünf Jahren wurde mit einer Fertigstellung frühestens im Jahr 2020 gerechnet. Im Amtsblatt Frankfurt 21/2012, S. 536 steht, dass in der Zeit von 29. Mai 2012 bis zum 10. August 2012 Arbeiten zur Kampfmittelbeseitigung (z. B. Bombenblindgänger und Munitionsreste), Herstellung von Suchschlitzen, Bodenerkundungen sowie Herstellen von Grundwassermessstellen im Stadtteil Riederwald im Bereich der Tunneltrasse erforderlich waren. Im Zuge des Baus wurde am 10. April 2018 eine 50 Kilogramm Weltkriegsbombe der Amerikaner gefunden. Diese lag im Kreuzungsbereich Am Erlenbruch, Wächtersbacher Allee und Borsigallee und wurde im zweiten Anlauf entschärft.

## Bau
In offener Bauweise werden zwei rechteckige Betonröhren erstellt, die nördliche wird 1025 Meter, die südliche 1095 Meter lang werden. Jede der Röhren hat eine lichte Breite von 13,25 m und wird Platz für drei Fahrstreifen ohne Randstreifen bieten. Die Röhren werden durch eine Betondecke abgeschlossen, auf der die Straße Am Erlenbruch und die U-Bahn-Linie U7 wieder aufgebaut werden. Der Tunnel wird mit Entlüftungsanlagen sowie mit automatischen Brandmeldeanlagen und anderen Sicherheitseinrichtungen ausgestattet. Der Erdaushub wird an der A 5 und an der B 3 in Bad Vilbel für den Bau von Lärmschutz-Erdwällen verwendet.

## Kosten
Für die Verbindung zwischen dem Autobahndreieck Frankfurt-Erlenbruch und der Anschlussstelle Frankfurt-Bergen-Enkheim sind 164 Millionen Euro geplant. Außer dem Riederwaldtunnel umfasst diese Baumaßnahme weitere 1100 Meter oberirdisch verlaufende Autobahn und das Autobahndreieck Frankfurt-Erlenbruch im Frankfurter Stadtteil Riederwald.
Gleichzeitig wird die A 661 nördlich der Anbindung zwischen den Anschlussstellen Frankfurt Friedberger Landstraße und Frankfurt Ost von derzeit vier auf dann sechs Fahrstreifen ausgebaut. Dadurch kommen weitere 30 Millionen Euro hinzu.
Die Kosten von 173,6 Millionen Euro werden zum überwiegenden Teil vom Bund getragen.
2022 wurde bekannt, dass der Riederwaldtunnel um über 100 Millionen Euro teurer wird als geplant. Insgesamt soll er somit über 600 Millionen Euro kosten (ohne Grünbrücke über die A66), von Kritikern wird von Gesamtkosten von deutlich über einer Milliarde Euro ausgegangen.

## Kritik und Besetzung
Anwohner befürchten bei einer durch die Stadt geführten Autobahn ein erhöhtes Verkehrsaufkommen (Durchgangsverkehr) und dadurch folgend eine sehr hohe Lärmbelastung in Verbindung mit hohen Feinstaubbelastungen. Es wird die Abwertung der Lebensqualität und damit einhergehend eine Veränderung der Einwohnerstruktur befürchtet. Mehrere Bürgerinitiativen, Umweltverbände und Bürger haben sich zu einem Aktionsbündnis zusammengeschlossen, um den Bau der Autobahnverbindung zu verhindern.
Andererseits gibt es unter den Anwohnern des Riederwaldes Befürworter dieses Infrastrukturprojektes. Bewohner im östlichen Rhein-Main-Gebiet erhoffen sich durch das Projekt weniger Stau, insbesondere im Berufsverkehr in den Morgen- und Abendstunden.
Im September 2021 wurde der Fechenheimer Wald von Umweltaktivisten besetzt. Die Waldbesetzung richtete sich gegen die Klimakatastrophe, die dort aktiven forderten Klimagerechtigkeit.
Im Januar 2023 wurde letztinstanzlich entschieden, dass die Teilrodung zum Zweck der Fortführung der A66 beginnen könne. Durch seinen Eilantrag hatte der Bundesverband der Naturfreunde den Lebensraum des Heldbockkäfers schützen wollen. Die Besetzung wurde geräumt und die Rodungsarbeiten in Gang gesetzt.